# 君士坦丁巴西利卡
君士坦丁巴西利卡（德語：Konstantinbasilika），得名于君士坦丁大帝，座落在德國特里爾。
室內长67米，宽27.2米，高33米，1986年與特里爾的其他古羅馬遺址及大教堂一起被聯合國教科文組織指定為世界遺產。

## 图片

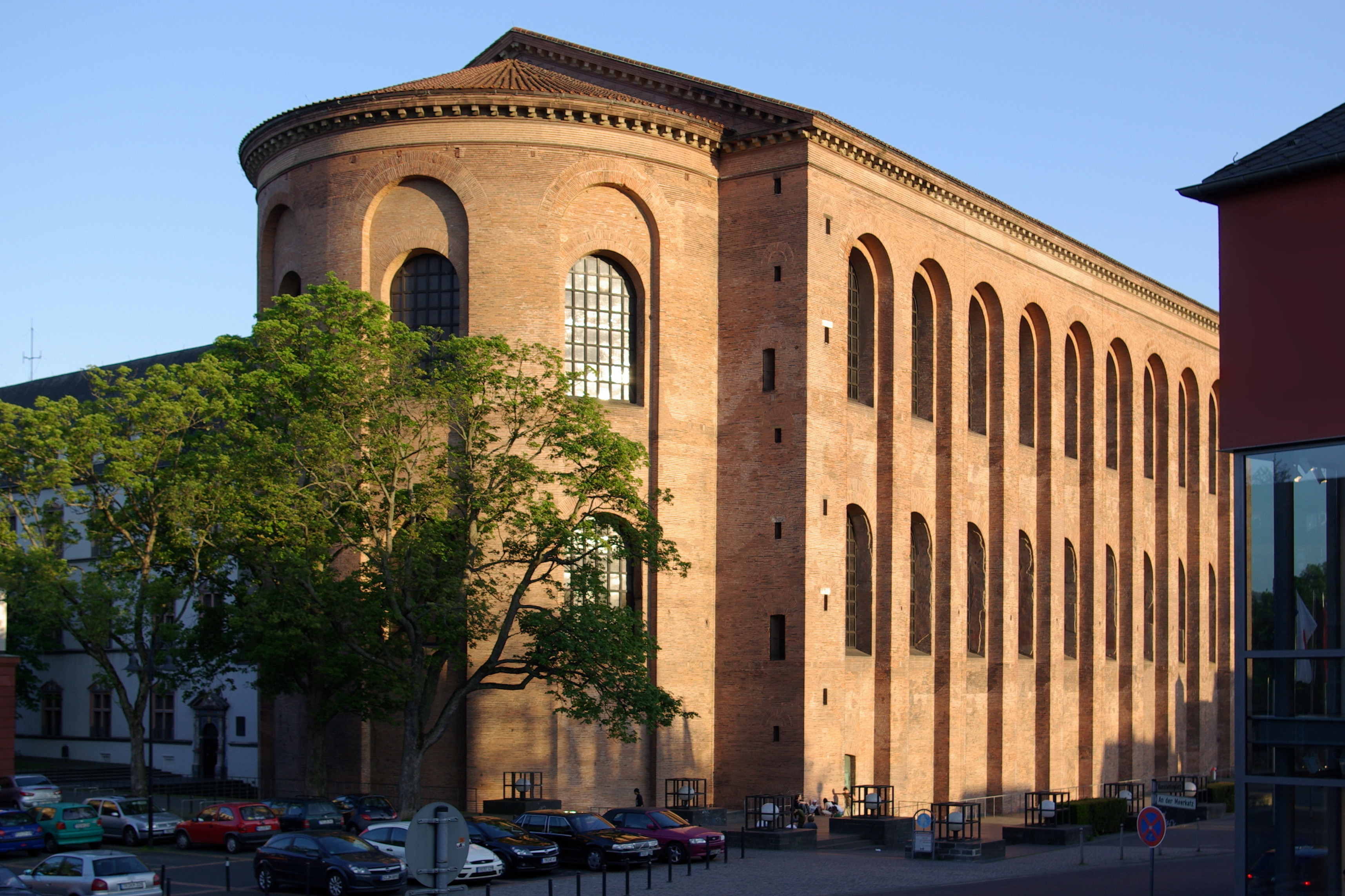
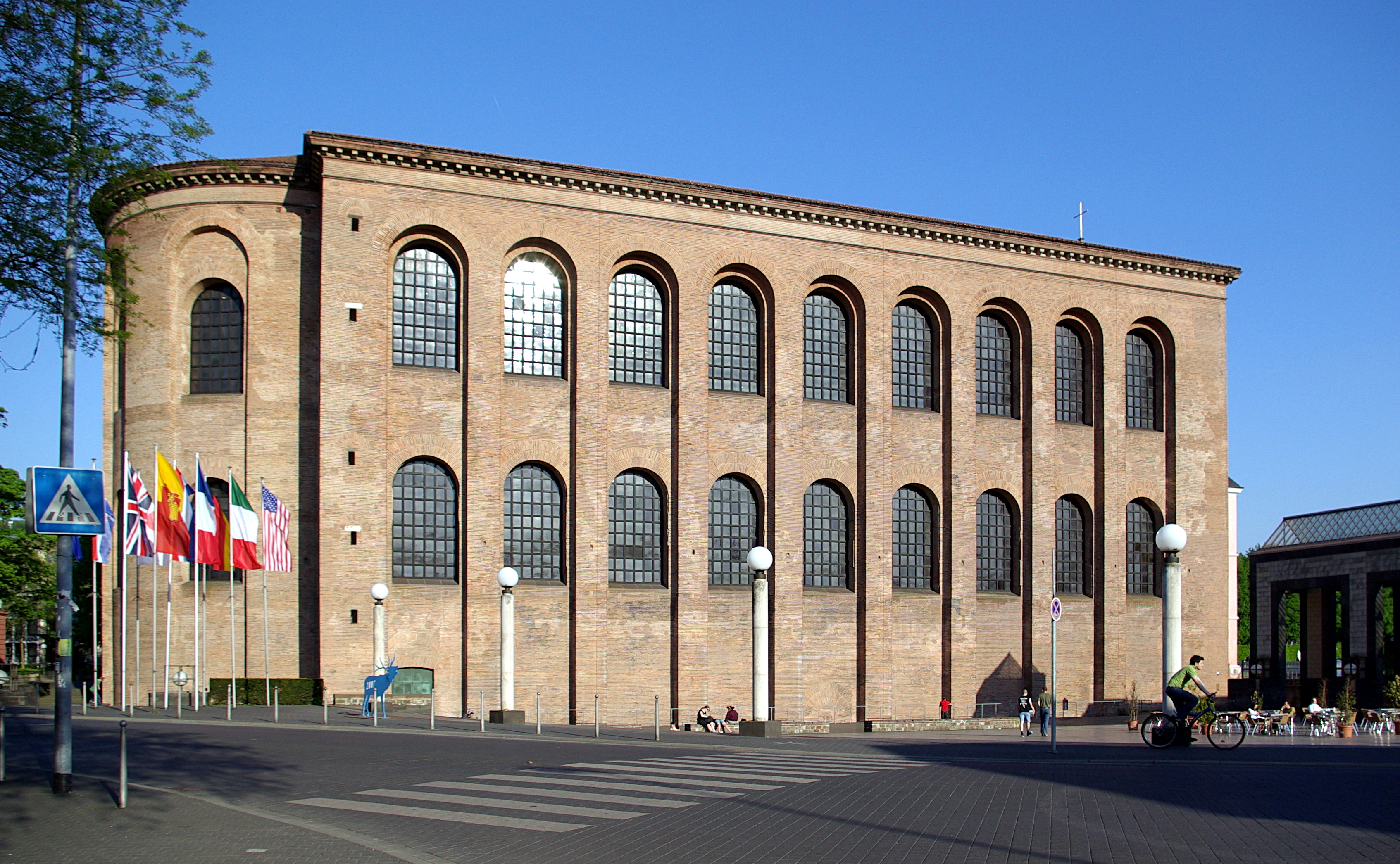
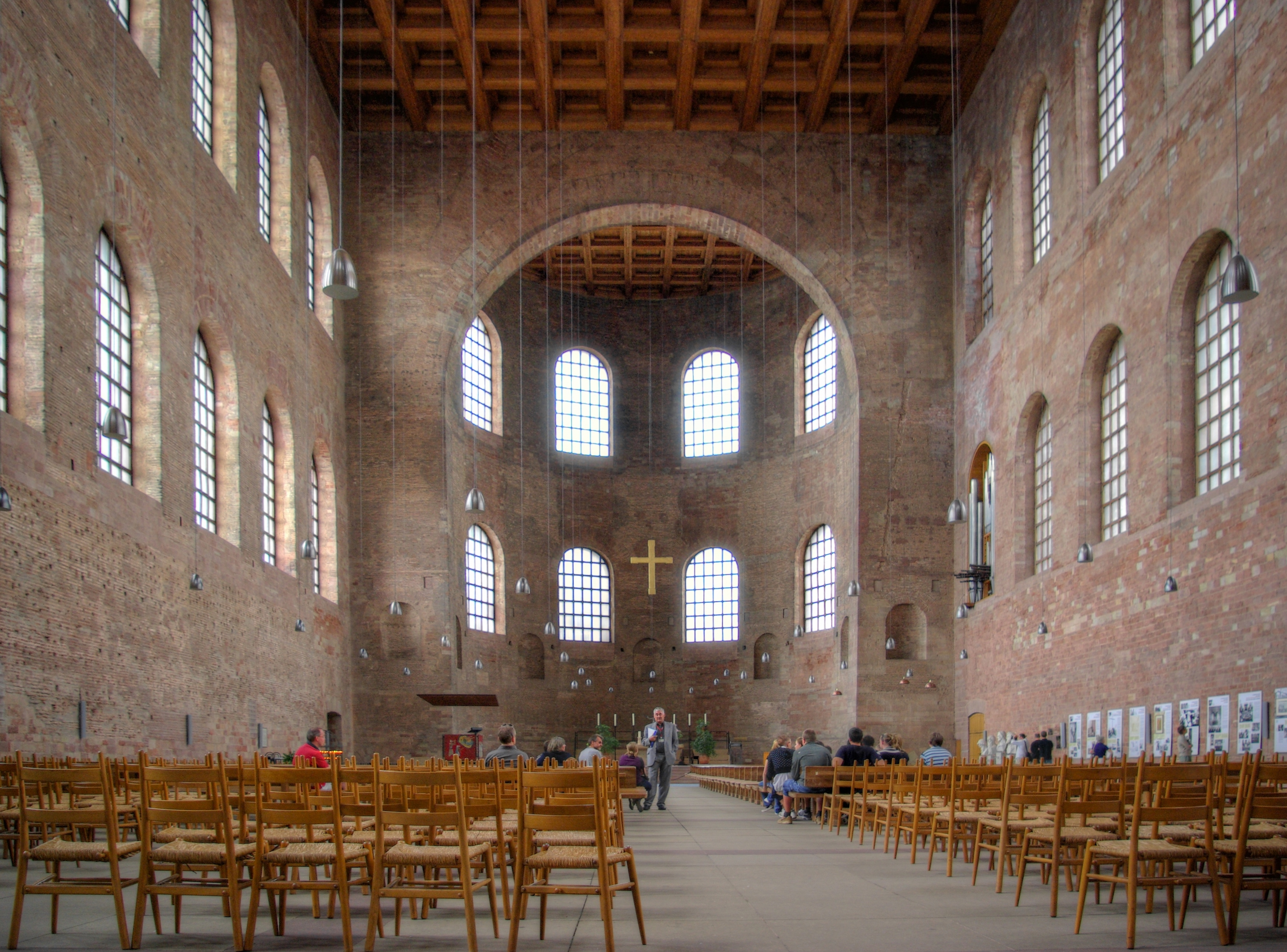
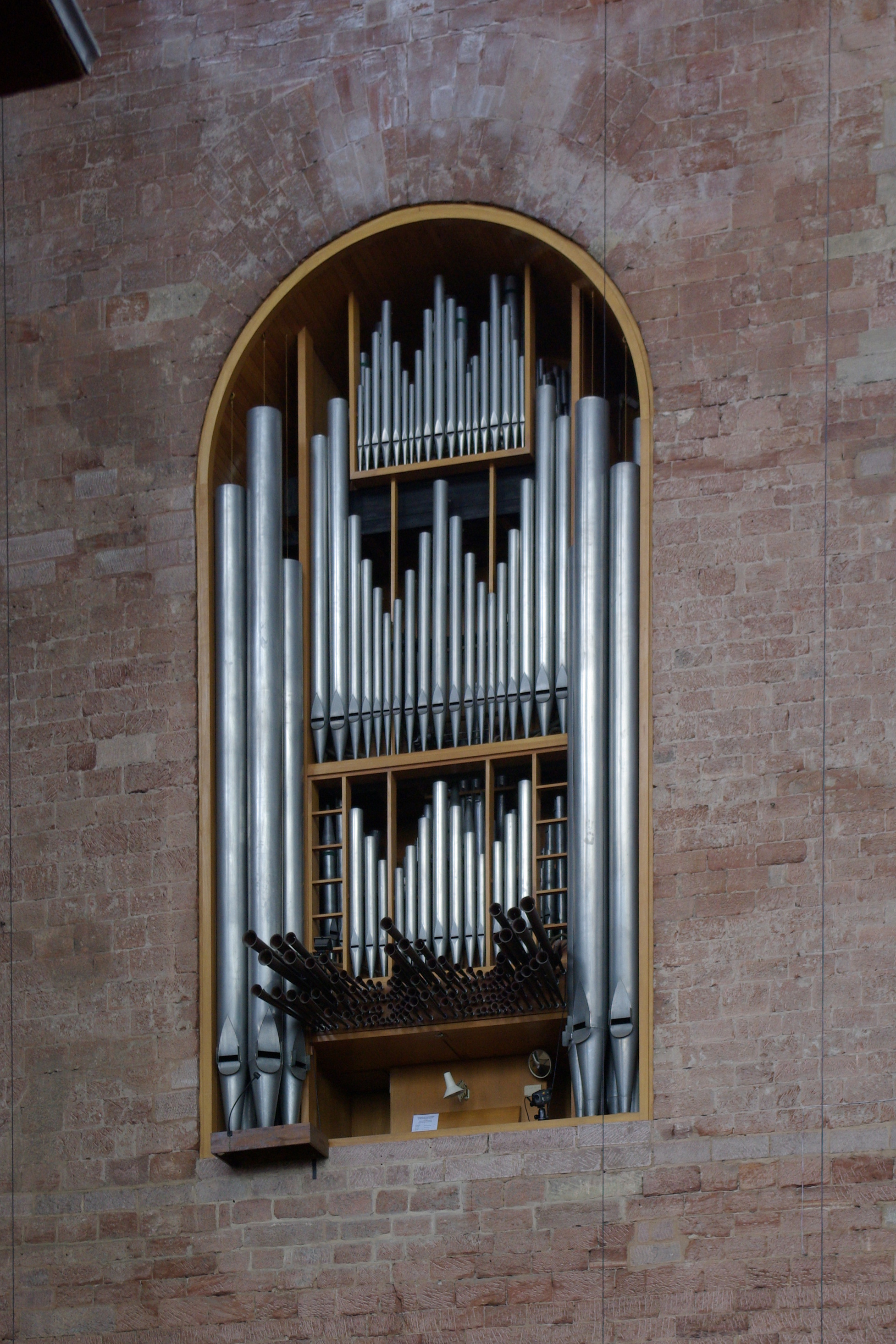
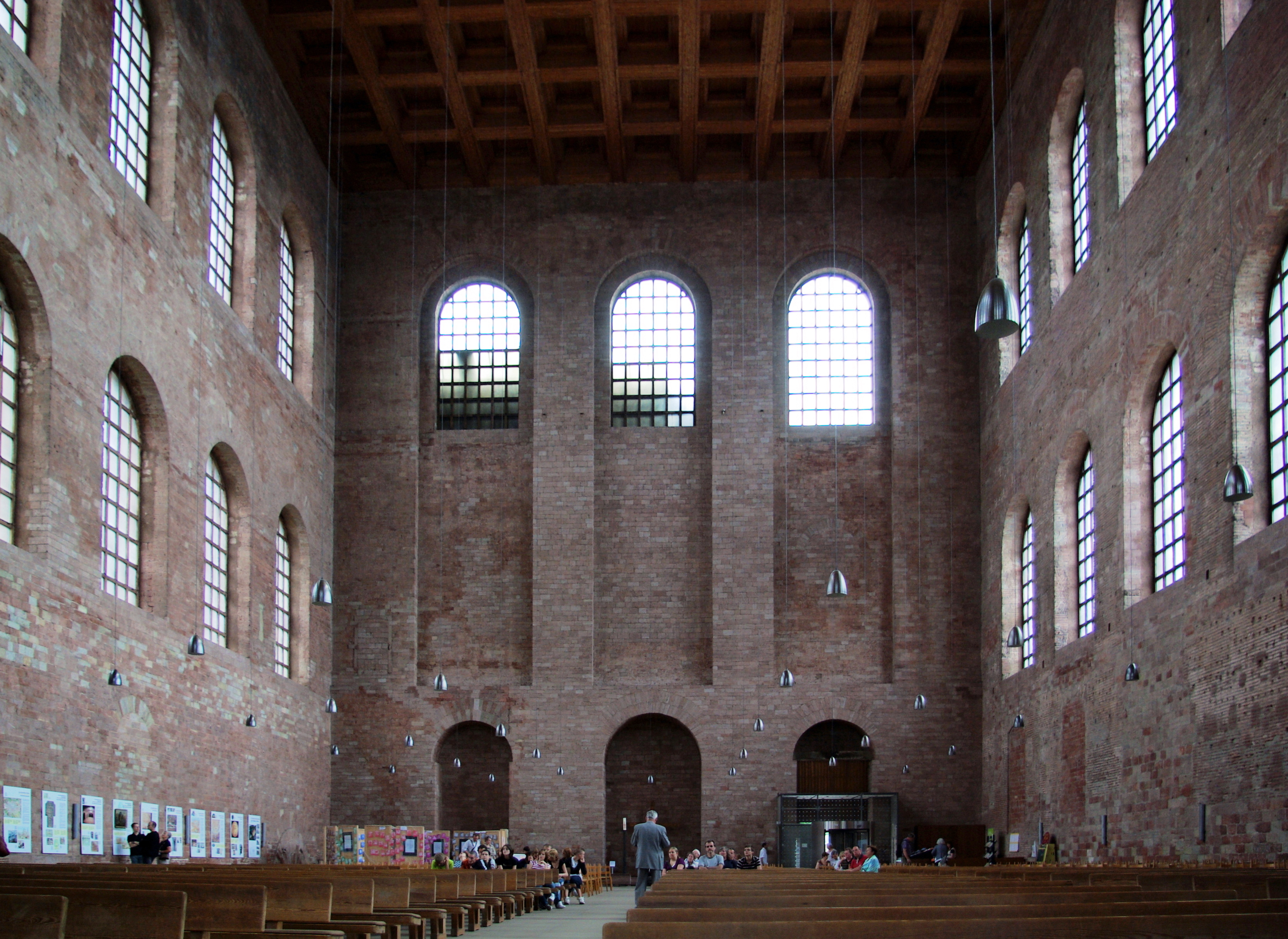
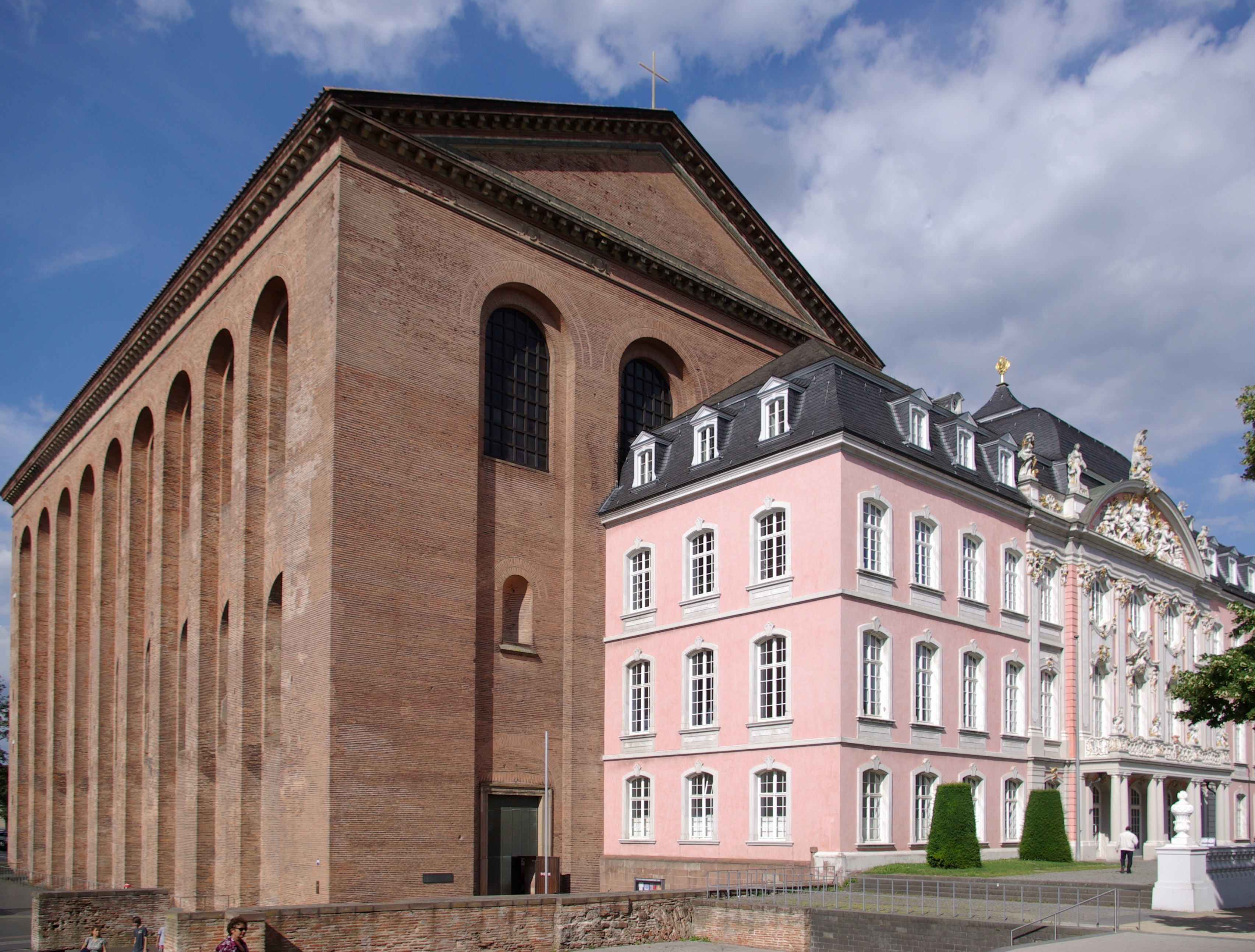